# ワイオミング郡 (ウェストバージニア州)
ワイオミング郡（英: Wyoming County）は、アメリカ合衆国ウェストバージニア州の南部に位置する郡である。2010年国勢調査での人口は23,796人であり、2000年の25,709人から7.4%減少した。郡庁所在地はパインビル町（人口668人）であり、同郡で人口最大の都市はミュレンズ市（人口1,559人）である。ワイオミング郡は1850年にローガン郡から分離して設立され、郡名はデラウェア族インディアンの「大きな平原」を意味する言葉から採られた。

## 地理
アメリカ合衆国国勢調査局に拠れば、郡域全面積は502平方マイル (1,300 km2)であり、このうち陸地501平方マイル (1,297 km2)、水域は1平方マイル (2 km2)で水域率は0.19%である。

### 主要高規格道路
| - アメリカ国道52号線 - ウェストバージニア州道10号線 - ウェストバージニア州道16号線 - ウェストバージニア州道54号線 | - ウェストバージニア州道80号線 - ウェストバージニア州道85号線 - ウェストバージニア州道97号線 - ウェストバージニア州道971号線 |

### 隣接する郡
- ブーン郡 - 北
- ローリー郡 - 北東
- マーサー郡 - 南東
- マクドウェル郡 - 南
- ミンゴ郡 - 西
- ローガン郡 - 北西

## 人口動態
以下は2000年国勢調査による人口統計データである。
| 基礎データ - 人口: 25,709人 - 世帯数: 10,454 世帯 - 家族数: 7,704 家族 - 人口密度: 20人/km2（51人/mi2） - 住居数: 11,698軒 - 住居密度: 9軒/km2（23軒/mi2） 人種別人口構成 - 白人: 98.59% - アフリカン・アメリカン: 0.63% - ネイティブ・アメリカン: 0.12% - アジア人: 0.08% - その他の人種: 0.07% - 混血: 0.51% - ヒスパニック・ラテン系: 0.53% 年齢別人口構成 - 18歳未満: 22.4% - 18-24歳: 8.7% - 25-44歳: 27.5% - 45-64歳: 27.4% - 65歳以上: 13.9% - 年齢の中央値: 40歳 - 性比（女性100人あたり男性の人口） - 総人口: 96.9 - 18歳以上: 93.2 | 世帯と家族（対世帯数） - 18歳未満の子供がいる: 31.0% - 結婚・同居している夫婦: 59.3% - 未婚・離婚・死別女性が世帯主: 10.5% - 非家族世帯: 26.3% - 単身世帯: 24.4% - 65歳以上の老人1人暮らし: 11.5% - 平均構成人数 - 世帯: 2.45人 - 家族: 2.89人 収入と家計 - 収入の中央値 - 世帯: 23,932米ドル - 家族: 29,709米ドル - 性別 - 男性: 32,493米ドル - 女性: 18,812米ドル - 人口1人あたり収入: 14,220米ドル - 貧困線以下 - 対人口: 25.1% - 対家族数: 20.2% - 18歳未満: 36.9% - 65歳以上: 13.5% |

## 都市と町

### 法人化自治体
- ミュレンズ市
- パインビル町 - 郡庁所在地
- オセアナ町

次のリストは郡内の未編入町であるが、これで全てではない。

### 未編入の町
| - アレンジャンクション - アルポカ - アミーゴ - ベイリーズビル - ビーチウッド - ブラックイーグル - ブレントン - バッド - クリアフォーク - コールマウンテン | - コリン - コベル - サイクロン - ファニー - ファンロック - ガーウッド - グレンフォーク | - グレンロジャーズ - グローバー - ハノーバー - ハーンドン - アイクスフォーク - イットマン - ジェシー | - キーロック - コパーズトン - リンコ - メイベン - マリアナ - マセニー - マグローズ・トリップル - ミラム | - ニューリッチモンド - ノーススプリング - オツィーゴ - ピアポント - レイブンクリフ - ロックビュー - サビーン - ソールズビル | - サイモン - スティーブンソン - トラリー - ウィンダム - ウルフペン - ワイコ - ワイオミング |

## 著名な出身者
- マイク・ダントーニ、NBAのコーチ
- クリスティ・マーチン、プロボクサー
- ジェイミー・ハワード、プロレスラー、リング名「ジェイミー・ノーブル」
- ヒース・スレイター、プロレスラー